# Vierge à l'Enfant avec saint Antoine et un donateur
La Vierge à l'Enfant avec saint Antoine et un donateur est un tableau du peintre primitif flamand Hans Memling daté de 1472. C'est un tableau plutôt précoce de Memling, et on y retrouve des emprunts et des thèmes repris et retravaillés de Jan van Eyck notamment. C'est un des rares tableaux où la Vierge et le donateur se trouvent en position asymétrique. Le panneau a été acquis par le Musée des beaux-arts du Canada, à Ottawa au Canada en 1954.

## Description
Le tableau représente une Vierge à l'Enfant debout, devant le donateur en adoration, introduit par un saint Antoine debout, chargé d'intercéder en sa faveur. On reconnaît le protecteur par le cochon qui l'accompagne, l'un de ses attributs.
L'asymétrie dans la composition s'appuie sur une perspective dans l'espace. Memling divise l'espace intérieur en deux parties, définies à droite par la fenêtre et la porte ouverte vers l'extérieur, le monde du donateur, et à gauche par le banc - le trône de Marie - placé devant une cheminée et mis en valeur par un dais de brocart, le monde divin de la Vierge. La Vierge s'est levée de son trône pour se rapprocher du donateur; elle est décalée par rapport à l'axe central du trône à baldaquin, tout en suivant les diagonales indiquées par le carrelage au sol. Cette composition est reprise et amplifiée dans le Diptyque de Maarten van Nieuwenhove, où la Vierge et le donateurs sont sur deux panneaux séparés.
Dans ses portraits de donateurs en pied, comme dans ses portraits de dévotion en buste, Memling utilise un répertoire de formes et de motifs limités qu'il intègre dans ses compositions avec une maîtrise croissante. Le présent portrait de donateur est nettement composé d'un torse et d'une tête. La facture est moins lisse et soigné que celle qui prédomine dans les premiers portraits en buste de Memling.
On ignore la destination de cette Vierge à l'Enfant. Sa forme et sa composition excluent l'appartenance à un triptyque ou un diptyque. Le tableau peut avoir eu la fonction d'une épitaphe ou d'un ex-voto, comme la « Vierge de Jan Vos » de van Eyck dans la Frick Collection.

## Style
Ce modèle est typiquement brugeois, et on le retrouve rarement ailleurs. Parmi les peintures de ce groupe figurent la « Vierge de Melbeke » de Jan van Eyck, œuvre disparue dont la composition est connue par diverses copies, la « Vierge de Jan Vos » de la Frick Collection, achevée dans l'atelier de van Eyck, ainsi que la « Vierge d'Exeter » de Petrus Christus à la Gemäldegalerie (Berlin). Le panneau de Memling n'est toutefois pas une copie, mais une adaptation d'un schéma plus ancien. Ainsi, le décor du panneau semble emprunté à des représentations d'intérieurs de van Eyck ou de Petrus Christus. La pièce est éclairée par une fenêtre dans le fond, comme dans le Portrait des époux Arnolfini de 1434 de van Eyck. L'idée de faire figurer l'année de création sur le fond pourrait être empruntée à cette œuvre. Faggin estime plutôt que la date n'a pas été apposée par Memling, mais recopiée éventuellement du cadre original perdu (où elle figure habituellement).
La position de l'enfant dérive d'un modèle utilisé par van Eyck dans La Vierge du chancelier Rolin, mais comme le donateur est placé à droite et en avant, l'enfant est légèrement tourné.

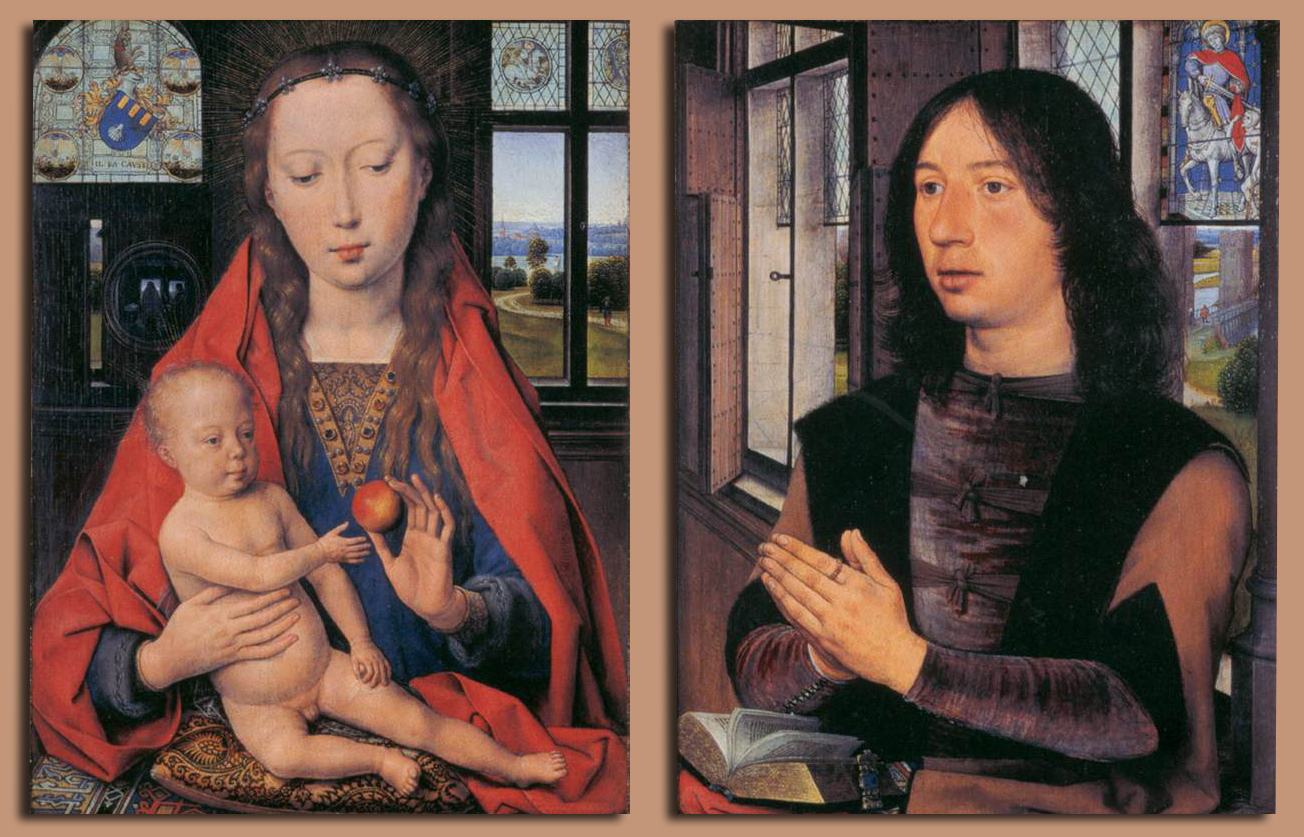
Memling, diptyque de Maarten van Nieuwenhove.
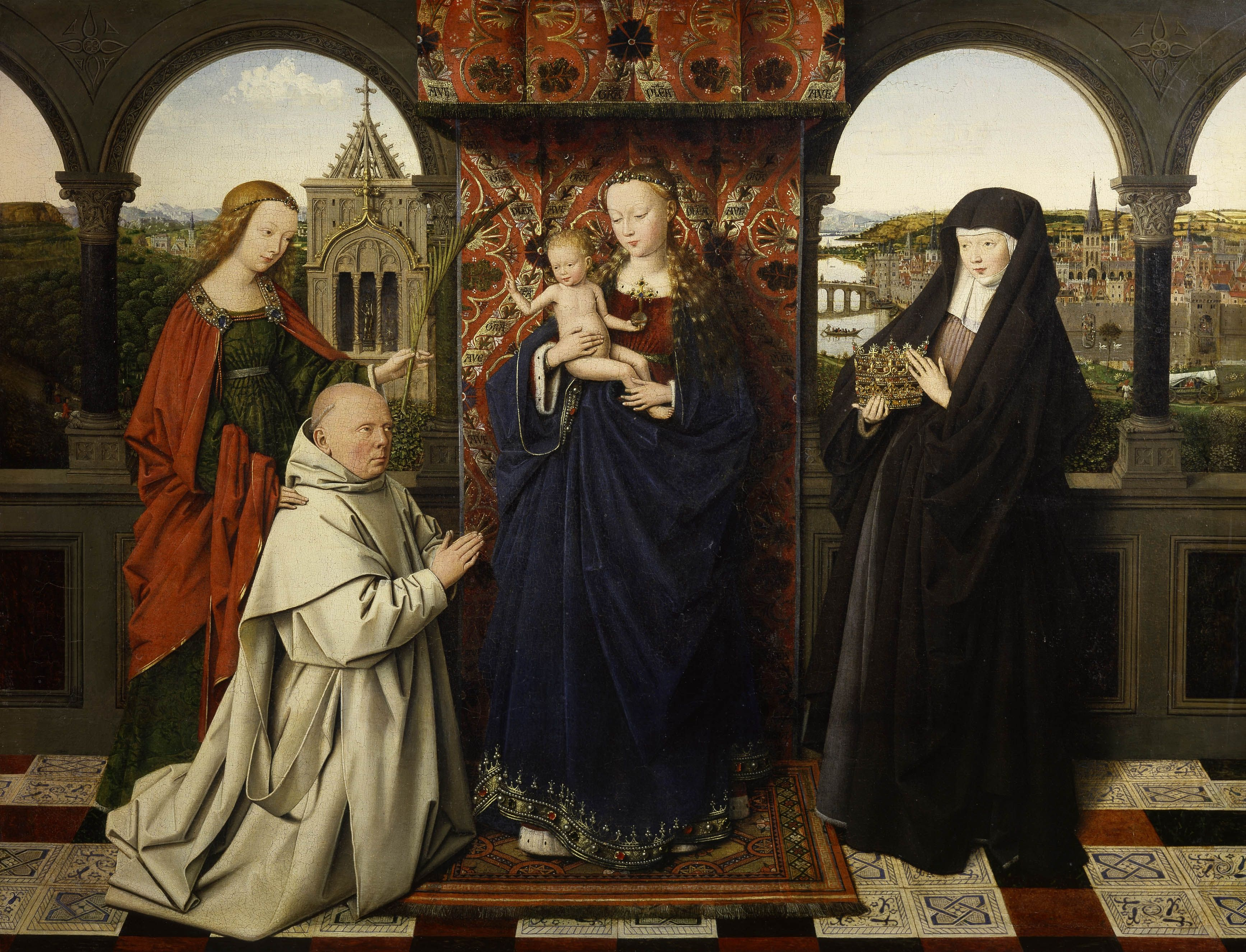
Atelier de van Eyck, « Vierge de Jan Vos », Frick Collection.
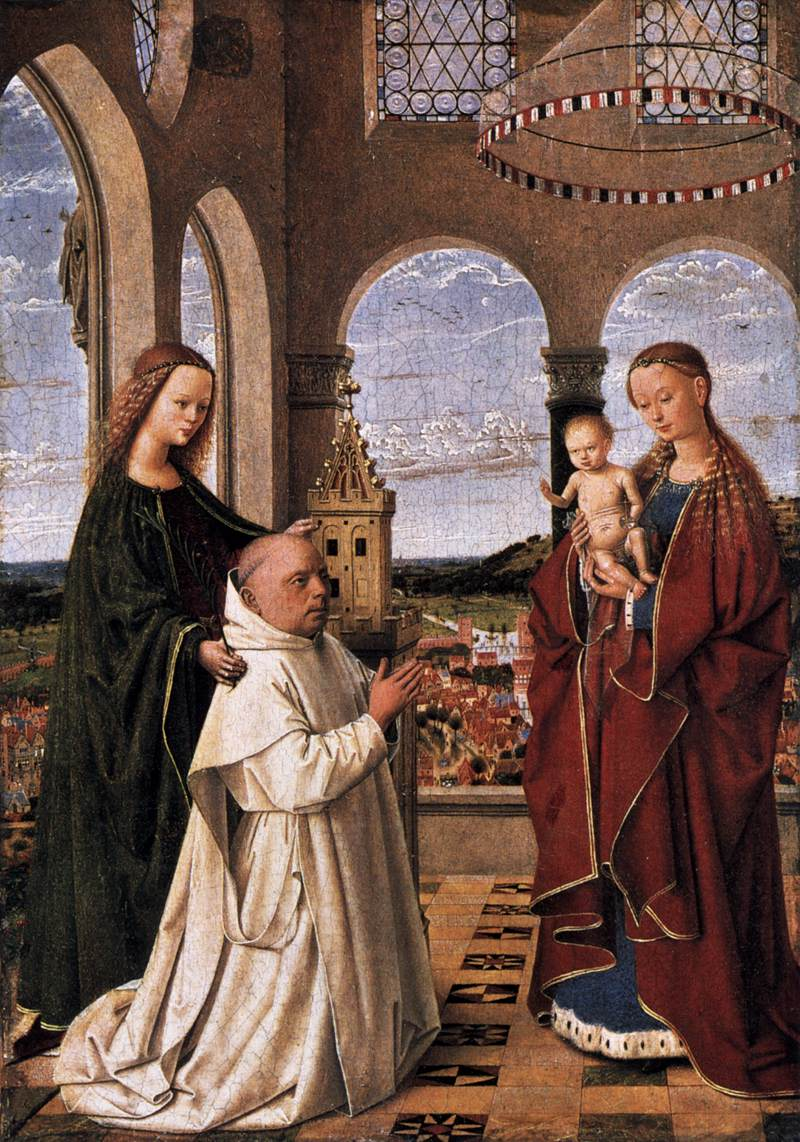
Petrus Christus, « Vierge d'Exeter », Gemäldegalerie (Berlin).
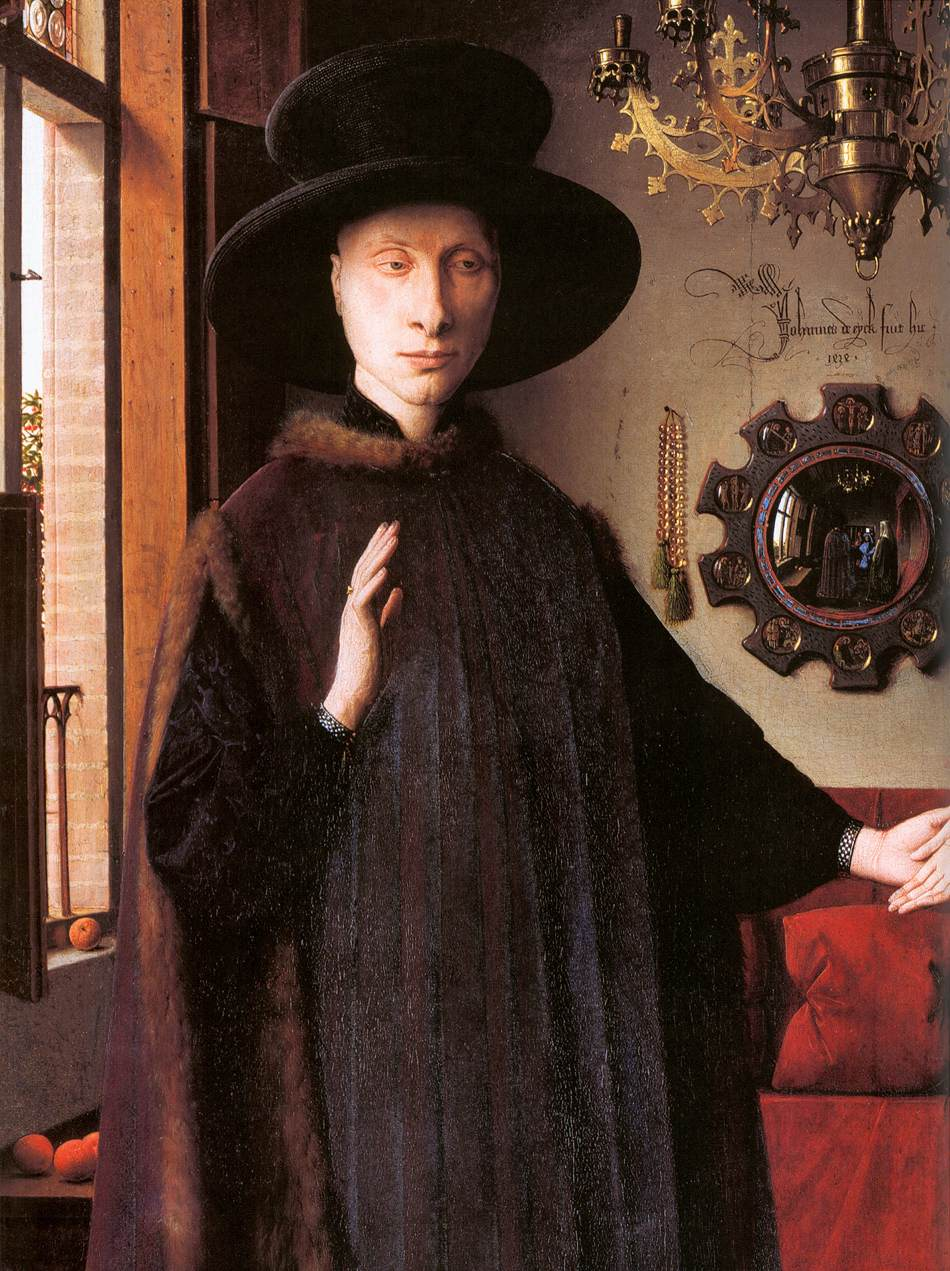
Van Eyck, Époux Arnolfini (détail).
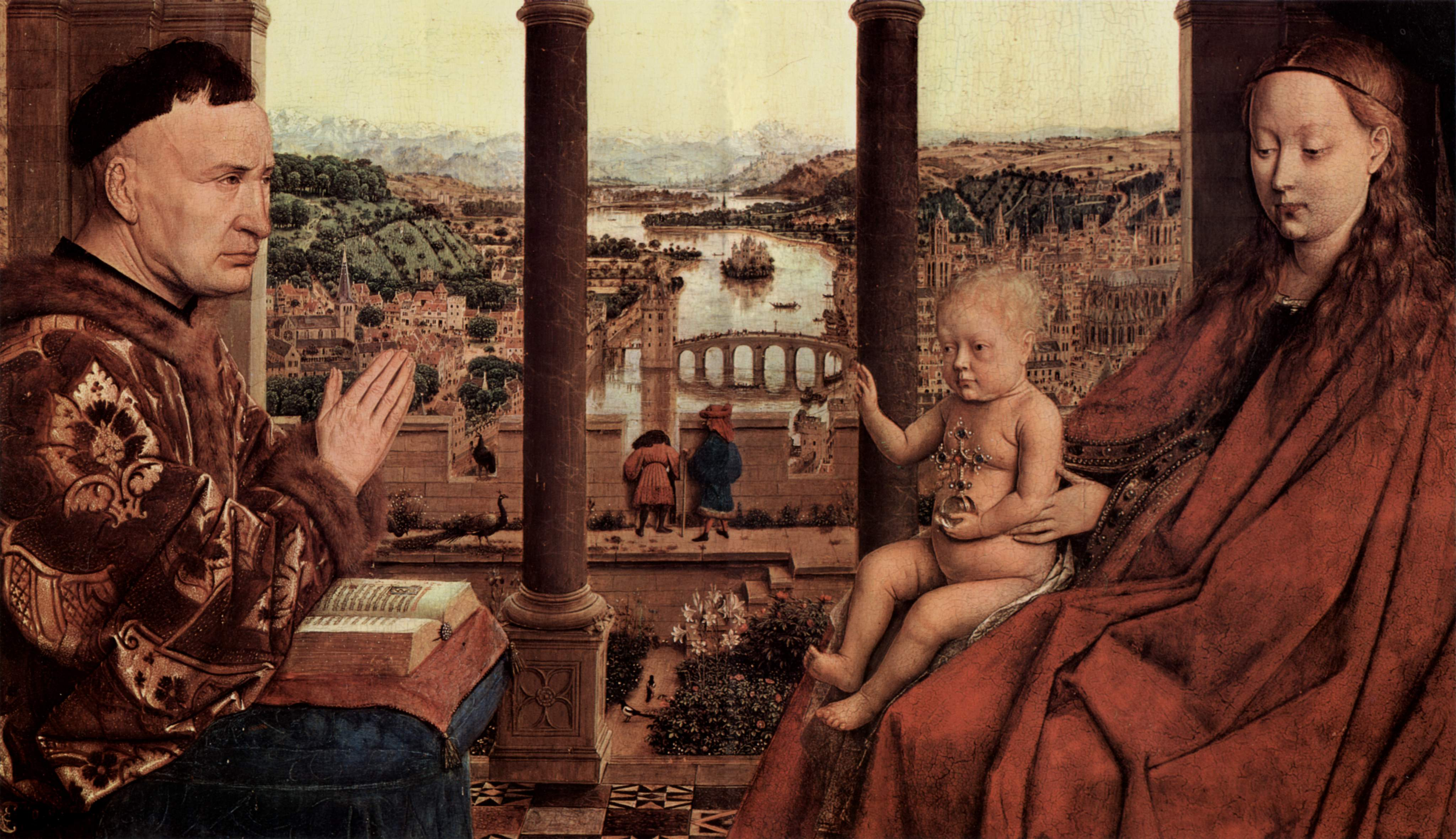
Van Eyck, La Vierge du chancelier Rolin, (détail) Musée du Louvre.

## Historique
Le tableau a peut-être appartenu à Letizia Bonaparte. Il est acquis en 1828 par Henry John Chetwynd-Talbot, 18e comte de Shrewsbury; vendu par Christie's en juillet 1857 à Friedrich Jakob Gsell (1811/1812-1871). L'œuvre passe, par la vente Gsell de Vienne en 1872, à collection de Jean, prince de Liechtenstein (Vienne et Vaduz), à laquelle le Musée des beaux-arts du Canada l'achète en 1954.